# El negocio (serie)
El negocio (O Negócio en portugués) es una serie de televisión brasileña transmitida por HBO Brasil y HBO. Creada por Luca Paiva Mello y Rodrigo Castilho, y escrita por Fabio Danesi, Rodrigo Castilho, Paula Szutan, Camila Raffanti, Cassio Koshikumo y Alexandre Soares Silva. 
Protagonizada por Rafaela Mandelli, Juliana Schalch y Michelle Batista.
La serie cuenta con la producción de HBO Latin America en colaboración con Mixer. La primera temporada se estrenó en el 18 de agosto de 2013. En septiembre de 2013, la serie fue renovada para una segunda temporada, que se estrenó el 24 de agosto de 2014. El 27 de abril de 2015, se anunció la tercera temporada de  El Negocio. El 17 de noviembre de 2016, se anunció la cuarta y última temporada.

## Sinopsis
La serie narra la historia de Karin (Rafaela Mandelli), Luna (Juliana Schalch) y Magali (Michelle Batista), tres hermosas e inteligentes mujeres que se unen con la idea de revolucionar su profesión. Ante las escasas perspectivas de crecimiento profesional que enfrentan, ellas tienen una visión: si detrás de cada producto existe una estrategia de mercadeo, por qué no aplicar las mismas técnicas a la profesión más antigua del mundo. Karin, Luna y Magali son damas de compañía de lujo, listas para convertirse en verdaderas mujeres de negocio.

## Elenco

### Principales
- Rafaela Mandelli - Joana/Karin

Karin nunca fue como las demás. Siempre pensó diferente. A sus 31 años, ella sabe que tal vez no le quede mucho tiempo como dama de compañía, y es precisamente en ese momento de dificultad que tiene una visión: transformar su negocio, aplicando modernas estrategias de mercadeo a la profesión más antigua del mundo. Pero para que el negocio tenga éxito, ella tendrá que concentrarse totalmente en su carrera y evitar relaciones amorosas a las que ya hace tiempo cerró sus puerta. El problema es que Karin no es cínica ni insensible. La verdad es que ella quisiera no tener el enorme corazón que esconde.
- Juliana Schalch - Maria Clara De Andrade/Luna

Luna no teme mentir para alcanzar lo que desea. A sus 24 años, su principal meta es atrapar a un millonario. Estudiante poco aplicada de publicidad y mercadeo, Luna tuvo una carrera meteórica en el sector bancario, hasta que fue engañada y entonces decidió seducir a su antigua clientela hacia otra área de negocios. Ambiciosa como Karin, ambas se asocian para revolucionar el negocio del sexo tarifado. 
- Michelle Batista - Magali Becker

Magali es una joven de 21 años, hija de una familia de dinero que perdió todo. Es astuta y aprovecha cualquier oportunidad para frecuentar nuevamente los círculos de la alta sociedad y disfrutar de lo bueno y lo mejor. Carismática y divertida, Magali es reclutada por Karin y Luna como socia del nuevo negocio, pero el glamour, su imprudencia e impulsividad, ocasionará muchos dolores de cabeza a sus socias. 
- João Gabriel Vasconcellos - Augusto

Augusto tiene 32 años, es abogado de impuestos y amigo de la infancia de Karin. Luego de perder el contacto durante las adolescencia, ambos se reencuentran y Karin percibe que su amigo se convirtió en un mujeriego sin remedio. Él se jacta de nunca haber pagado por sexo y llevar a la cama a cualquier mujer que desee. Karin, por su parte, está convencida de que todos los hombres, en algún momento de sus vidas, han pagado o pagaran por sexo. Entonces, ambos comienzan un juego donde cada uno intentara probar al otro su teoría. 
- Gabriel Godoy - Oscar

Oscar tiene 29 años, es atractivo y divertido, forma parte de una familia con inversiones en el sector agropecuario, siderúrgico y otros negocios por los cuales él no tiene el más mínimo interés. Para manejar esa fortuna, Oscar se inscribe en un curso para jóvenes herederos de familias millonarias y allí conoce a Luna, quien inmediatamente le pone el ojo como un posible benefactor. Sin embargo, con el tiempo, Luna descubrirá que la fortuna de Oscar es tan grande como los secretos que esconde, y ambos son mucho más parecidos de lo que imaginan. 
- Guilherme Weber - Ariel

Ariel es el antiguo agente de Karin. Es muy competitivo, siempre la subestimó y se llevará una gran sorpresa cuando ella decida abrir su propio negocio. Ariel no se conforma con la pérdida de clientes que migran hacia el negocio de Karin, pero es astuto y provocador y siempre aparenta estar seguro y calmado. En realidad, está desesperado al ver como pierde espacio a manos de una novata y no descansara hasta recuperar sus clientes. 
- Johnnas Oliva - Yuri

Yuri es el novio de Luna. O más bien, se hace pasar por su novio. Con su ayuda, Luna engaña a sus padres, pretendiendo tener una vida tan normal como la de ellos. Yuri es un amigo leal y una persona con muchas carencias, que solo tiene relaciones sexuales con prostitutas y nunca ha logrado ninguna relación afectiva. La amistad entre ambos comenzara a resquebrajarse cuando Yuri decide enamorar a Luna realmente.

### Recurrentes
- Cris Bonna - Madre Luna
- Antônio Mastaler - Padre de Luna
- Henrique Guimarães - Tales
- Gustavo Vaz - João Fernando
- Mariana Hein - Carla
- Isabel Wilker - Livia
- Gustavo Trestini - Profesor Gestão
- Milhem Cortaz - Renan
- Rafael Fernandes - Daniel
- Giulio Lopes - Marco
- Mari Nogueira - Greta
- Anderson Fregolente - Cliente 1
- Darson Ribeiro - Cliente 2
- Lin Xu - Cliente 3
- Antônio Carlos - Cliente 4
- Conrado Zanotto - Cliente 5
- Gigio Badaró - Cliente 6
- Thiago Mutante - Cliente 7
- Alexandre Ell - Cliente 8

## Episodios
1ª temporada
| #  | Título                      | Exhibición               | Notas |
| -- | --------------------------- | ------------------------ | --- |
| 1  | "Visión"                    | 18 de agosto de 2013     | Al enfrentar una crisis, Karin decide arriesgarse a emprender un negocio propio y convertirse en la primera dama de compañía en utilizar estrategias de mercadeo.                |
| 2  | "Venta Casada"              | 25 de agosto de 2013     | Karin y Luna se asocian y ofrecen sus servicios para despedidas de solteros, mientras Luna continúa invirtiendo en su sueño: pescar un millonario.                               |
| 3  | "Grupos de enfoque"         | 1 de septiembre de 2013  | Mientras Karin realiza un Focus Group para descubrir lo que sus clientes realmente quieren, Luna se hace pasar por millonarias para conquistar a Óscar.                          |
| 4  | "Overbooking"               | 8 de septiembre de 2013  | Karin desarrolla un plan para ofrecer sus servicios a las víctimas de reventas de pasajes en el aeropuerto, pero un auditor de una compañía aérea podría echar todo a perder.    |
| 5  | "Todo sobre Karin"          | 15 de septiembre de 2013 | Karin le cuenta a su amigo Augusto como se convirtió en dama de compañía, mientras Luna y Magali hacen una apuesta que involucra a sus clientes.                                 |
| 6  | "Compra por Impulso"        | 22 de septiembre de 2013 | Océano Azul está prosperando, pero el negocio tendrá que enfrentar la amenaza de una investigación por un fiscal de distrito que ha iniciado una cruzada contra la prostitución. |
| 7  | "Cambio completo"           | 29 de septiembre de 2013 | Océano Azul atraviesa su peor momento y Karin decide reencontrarse con su antiguo agente. Mientras tanto, Luna parece estar muy cerca de alcanzar su mayor sueño.                |
| 8  | "Reposicionamento"          | 6 de octubre de 2013     | Para reposicionar a Océano Azul, Karin rechaza todas las nuevas citas, mientras Magali intenta infiltrarse en una fiesta para promover el nombre de la empresa.                  |
| 9  | "Luna"                      | 13 de octubre de 2013    | Luna hace todo para apartarse de Óscar, mientras Karin adopta una nueva estrategia: ahora será el cliente quien ponga el precio a sus servicios.                                 |
| 10 | "Compartiendo el corazón"   | 20 de octubre de 2013    | Mientras Augusto intenta aproximarse a Karin, ella pone en práctica una estrategia para convertir a Océano Azul en un negocio aún más exclusivo.                                 |
| 11 | "Valor de marca"            | 27 de octubre de 2013    | Karin quiere patrocinar uno de los mayores eventos del sexo remunerado, pero primero tendrá que convencer a sus socias de realizar la inversión.                                 |
| 12 | "Fidelización"              | 3 de noviembre de 2013   | Mientras Karin emprende la difícil tarea de asegurar la clientela del negocio; el hermano de Luna sospecha que ella esconde algo y comienza a seguirla.                          |
| 13 | "Compartiendo la billetera" | 10 de noviembre de 2013  | Océano Azul se ha consolidado en el mercado y ahora busca conquistar la última frontera de sus clientes: los fines de semana.                                                    |

2ª temporada
La segunda temporada se comenzó a emitir el domingo 24 de agosto de 2014, siendo la primera serie de drama de HBO Latinoamérica en emitir su segunda temporada con menos de un año de diferencia. La segunda temporada contó con 13 episodios:
1. Piratería
2. ¿Por qué no?
3. Acuerdo
4. Justicia
5. Bingo
6. Libertad
7. Plan de negocios
8. Arena movediza
9. Día de los enamorados
10. Huelga
11. Detrás de las máscaras
12. Fondo de inversión privado
13. Marca registrada

3ª temporada
| #  | Título               | Exhibición          | Notas |
| -- | -------------------- | ------------------- | --- |
| 1  | "La venta"           | 24 de abril de 2016 | Joana luego de dejar de usar el nombre de Karin a asociado "océano azul" y ha iniciado su carrera como ejecutiva y los problemas inician cuando uno de sus empleados la humilla por su pasado como sexo servidora, magali harta de sanini le miente y él se da cuenta, en cuanto a luna pelea con Óscar al explicarle que ella organizó un evento en donde él gana un millón de reales. Luego de dejar el Club atrás, Karin se desempeña como alta ejecutiva en la empresa que compró Océano Azul, donde nadie –o casi nadie- conoce su pasado. Luna, Magali y Ariel también tomaron nuevos rumbos. Pero ciertas cosas nunca cambian y transformarse será un reto. |
| 2  | "Biografía"          | 1 de mayo de 2016   | Joana es nominada por el jefe de la empresa en la cual ella es presidenta para el premio de ejecutivo del año Brasil la cual gana aunque no acepta el premio porque no está de acuerda al curriculum que le elaboraron borrándole su vida como sexo servidora. La relación entre Carpeaux y Karin arranca con buen pie. Sin embargo, cuando Carpeaux inventa un currículo de Karin omitiendo su pasado, ella tomará una decisión inesperada. Luna regresa a la prostitución después de que Oscar pierde todo su dinero. Magali se siente incomoda con la presencia de Zanini en su casa, donde se mudó para cuidarla luego de un accidente doméstico.              |
| 3  | "Mia"                |                     | Karin, Luna, Magali y Ariel reabren el Club. Sin embargo, pese a sus expectativas, el negocio va de mal en peor. Para atraer clientes al club, Karin planea una osada estrategia de mercadeo. Luna busca acercarse a Oscar, quien está concentrado en hacerse rico. Livia le pide ayuda a Ariel para separarse de su marido y recibir una abultada pensión. |
| 4  | "Valor"              |                     | Ariel se encarga de divulgar a los cuatro vientos, que una chica de alta sociedad que vivió en Europa, será la nueva Karin, y su primera cita será sorteada en una fiesta exclusiva. Pese a los celos por la nueva chica, Luna y Magali aceptan enseñarle todos los trucos de la profesión. La gran noche ya está aquí y la suerte está echada. |
| 5  | "El Amigo"           |                     | El club comienza a tener éxito, pero el aumento del movimiento molesta a un solitario vecino que reclama con insistencia. Karin consigue manejar la situación, pero termina generando nuevos problemas. Cibele cree ser el padre del hijo de Ariel. Luna se decepciona de Oscar y decide vengarse. Mia se muda para el Club. |
| 6  | "Por Primera Vez"    |                     | Karin y Augusto se reencuentran en un evento del club y aunque es evidente que la pasión sigue vigente, la vida de él es muy distinta ahora. Oscar busca a Luna para darle explicaciones y conoce a Chris. El encuentro de Ariel con su supuesto hijo, no será como esperaba. Magali y Mia usarán todo su ingenio para mantener despierto a un cliente atrapado en su casa por la nieve. |
| 7  | "Competencia Deseal" |                     | Augusto le cuenta a Karin que piensa separarse de su esposa. El pasado de Karin también será un problema, se descubra su oficio de prostituta. Ariel y Eric finalmente van a hacerse la prueba de paternidad. A Yuri no le va bien en los entrenamientos para convertirse en estrella porno. Magali atiende a un viudo que no logra tener relaciones sexuales desde la muerte de su esposa. |
| 8  | "Separacion"         |                     | Renata inicia una guerra contra Augusto y Karin, que amenazará no sólo la relación, sino los negocios. Magali decide ayudar secretamente a su ex mejor amiga, pero un malentendido acaba con todo. Otra confusión hará crear a Chris que Luna es la novia perfecta. Los resultados del test de paternidad de Eric son revelados y Ariel tendrá que tomar decisiones. |
| 9  | "Despedida"          |                     | Karin decide salir del país, pues necesita un tiempo para reflexionar sobre su vida. Luna y Magali están dispuestas a cualquier cosa, para hacerla regresar. Ariel, por su parte, está empeñado en demostrarle a Eric que el amor y amistad verdadera no existen. Mia se entera de información crucial mientras tiene un encuentro sexual con uno de los miembros del jurado. |
| 10 | "Lo Que Haría Karin" |                     | Mientras Karin está fuera del país, Luna, Magali y Mia asumen el reto de construir el edificio con el que ella soñaba. Ariel contrata a Lívia para enamorar a Eric y luego dejarlo, pero la situación se sale de control cuando Livia empieza a tener sentimientos por él. Yuri decide vengarse de Vitória, Oscar y Rinaldi en una cena llena de sorpresas. |
| 11 | "Ariel"              |                     | Yuri y Oscar lamentan el melancólico final de Rinaldi mientras los demás se despiden de Greta. Ariel relata cómo conoció a Greta, perdió la virginidad con ella y aprendió todo sobre el negocio a su lado. Yuri se consuela con la idea de poder llevar la vida de Ariel a la gran pantalla. César se presenta con una terrible noticia. |
| 12 | "Reserva de Mercado" |                     | La construcción del edificio se detiene ante el supuesto hallazgo de ruinas históricas en el terreno, y el intento de soborno por parte de Ariel complicará aún más las cosas. Eric descubre la verdad y, decepcionado, decide irse a vivir solo. Yuri le da dinero a Oscar para continuar con su plan de hacerse rico jugando al póquer, sólo que esta vez será sin trampas. |
| 13 | "Business Game"      |                     | Oscar planea su matrimonio con Luna. Ariel intenta recuperar a su hijo. Después que se revelan las múltiples traiciones, Magali propone crear una comunidad de sexo libre. Karin reaparece y, decidida a luchar contra los prejuicios que enfrentan las personas que trabajan con el sexo, resuelve publicar su historia; sólo que esta incluye a Luna, Magali y Ariel. |

4ª temporada
| #  | Título                       | Exhibición | Notas |
| -- | ---------------------------- | ---------- | --- |
| 1  | "Reposicionamiento Familiar" | 2018       | Llegó la hora. Decir la verdad ya no es una elección sino un imperativo. La vida de muchos se verá afectada.                                                     |
| 2  | "Controversia"               | 2018       | Para seguir adelante es necesario volver al pasado. Dejar atrás historias, deseos y amores no siempre es posible o deseable.                                     |
| 3  | "La revancha"                | 2018       | Para revertir una situación desfavorable, es necesario inteligencia, perseverancia y mucha, mucha creatividad.                                                   |
| 4  | "Guerra de Imagen"           | 2018       | Una polémica toma gran repercusión, pero será imposible prever sus consecuencias. Cuando la vida de alguien corre peligro, hay que actuar rápidamente.           |
| 5  | "Miedo, pecado y deseo"      | 2018       | Inseguridades, dudas y traiciones. En tiempos de crisis de pareja, el consuelo puede venir de otros brazos.                                                      |
| 6  | "Fans"                       | 2018       | Toda acción genera una reacción. Muchas veces injusta y cuidadosamente planificada; otras, solo producto de la intolerancia.                                     |
| 7  | "El Acuerdo"                 | 2018       | Meterse con poderosos tiene consecuencias imprevisibles y nada agradables. Resistir a las presiones no es para débiles.                                          |
| 8  | "Resistencia"                | 2018       | Nuevas circunstancias. Nuevo guion. Nuevo candidato. Pero no siempre el mismo camino.                                                                            |
| 9  | "La artimaña"                | 2018       | Unos quieren probar. Otros son puestos a prueba. Ceder o resistir. Hay decisiones que deben ser tomadas con convicción.                                          |
| 10 | "Hipocresía"                 | 2018       | Entre el fin y los medios para alcanzarlo, está la búsqueda de la verdad. Esta puede ser la batalla más dura. El resultado puede ser justicia o simple venganza. |
| 11 | "Inocencia"                  | 2018       | No todo es lo que parece. Una mirada atenta revela verdades ocultas. Aceptar lo inevitable puede evitarnos sufrimientos.                                         |
| 12 | "Destrucción"                | 2018       | Llegó la hora de saldar cuentas. Con el pasado. Con la vida. Las decisiones que se tomen serán determinantes para conquistar la felicidad.                       |